# Кукла Билли
Кукла Би́лли (англ. Billy the Puppet) — кукла, появляющаяся во всех фильмах серии «Пила» (кроме картины «Пила: Спираль»). Используется Джоном Крамером, Марком Хоффманом и Амандой Янг для общения со своими жертвами посредством видео- и аудиозаписей. Чаще всего Билли появляется на телевизионном экране, а иногда «лично» для того, чтобы объяснить жертвам испытаний Конструктора принципы работы жестоких ловушек, а также правила, соблюдение которых поможет испытуемым выжить.
Хотя это имя фактически никогда не упоминалось в фильме, сценаристы, режиссёры, актёры и члены съёмочной группы во всех бонусных документальных фильмах и интервью называли куклу именно так. Имя было придумано реальным создателем куклы Джеймсом Ваном, режиссёром и соавтором первого фильма серии. Существуют разногласия по поводу верного написания имени на английском языке: Billie или Billy. Непосредственно сам Ван всегда использовал второй вариант.
Популярность серии привела к созданию товаров, основанных на образе Билли, а также к появлению отсылок в различных медиа.

## Характерные черты

Оригинальный концепт-арт куклы

Билли представляет собой человека для чревовещания с подвижной нижней челюстью, создающей иллюзию, что он может говорить. Однако, в отличие от других подобных кукол, Билли управляется дистанционно. У него белое лицо, выступающие надбровные дуги и щёки, на которых нарисованы красные спирали. Губы красные и сложены в усмешке. Глаза чёрные с красными радужками, голова покрыта чёрными, взлохмаченными волосами. Но в восьмой части, в отличие от других частей, у него длинные кудрявые чёрные волосы и мигающие красные глаза.
Билли всегда изображается в чёрном смокинге, с белой рубашкой и перчатками, с красным галстуком-бабочкой и красным носовым платком в нагрудном кармане. На ногах у него надеты красные туфли. В короткометражном фильме на нём также был зелёный поношенный котелок. Часто Билли представлен сидящим на старомодном трёхколёсном велосипеде красного цвета. Единственный звук, который исходит от него, — это характерное электронное хихиканье, наподобие того, что издают типичные игрушки для Хеллоуина.
В четвёртом фильме серии дизайн куклы был позаимствован у её ранней миниатюрной версии, имевшей незначительные отличия, которую Джон сделал в подарок будущему сыну.

## Конструкция
Оригинальная кукла была создана Джеймсом Ваном из папье-маше и бумажных салфеток. В качестве глаз использовались два мячика для пинг-понга с нарисованными радужками. Чтобы заставить Билли двигаться, кукловоды управляли им при помощи лески.
Во втором фильме в куклу встроили механические детали, и управление ею стало дистанционным.
К третьему фильму оригинальная кукла износилась и была уже непригодной для съёмок. Тело нового Билли вырезали из пенопласта, скрепили металлическими пластинами и с помощью магнитов разместили на трёхколёсном велосипеде. Задняя часть головы стала съёмной, что облегчило работу механизмов, расположенных внутри.
Съёмочная группа вновь обновила куклу во время съёмок «Пилы 4». Детали туловища из пенопласта соединили штырями, а благодаря сильным магнитам Билли можно было легко разместить на любой металлической поверхности. Глаза, сделанные из заполненных смолой шариков для пинг-понга, управлялись дистанционно, так же как и челюсть.

## Появления в фильмах

### Серия «Пила»

#### «Пила» (короткометражный фильм)
Впервые кукла появляется в короткометражном фильме «Пила», в котором сообщает жертве Дэвиду, что устройство на его лице — это разрыватель челюсти, который работает, как медвежий капкан, только наоборот, и что устройство подключено к его челюстям и разорвёт его лицо, если Дэвид не разблокирует его за указанное время. Кукла рассказывает Дэвиду, что единственный ключ, чтобы разблокировать устройство, находится в желудке его «мёртвого» сокамерника

#### «Пила: Игра на выживание»
В фильме «Пила: Игра на выживание» Билли появляется на экране телевизора перед Амандой Янг и рассказывает об устройстве, представляющем собой медвежий капкан, которое закреплено на её челюстях. Как только Аманде удаётся снять «разрыватель челюсти», она вновь видит Билли, въехавшего в комнату на трёхколёсном велосипеде для того, чтобы поздравить её с успешным прохождением испытания.
Позже Адам вспоминает, что видел куклу в своей квартире. Так как электричество было отключено, Адаму пришлось перемещаться по тёмным комнатам, ненадолго освещая себе дорогу вспышкой фотокамеры. Услышав жуткий смех, он обнаруживает куклу и разбивает её бейсбольной битой.
Когда детективы Тэпп и Синг прибывают в убежище Пилы, они обыскивают его рабочие столы, на которых под покрывалами были спрятаны макеты хитроумных изобретений, а также куклу Билли.

#### «Пила 2»
В начале второго фильма Билли появляется на экране телевизора, чтобы рассказать Майклу о принципе работы «маски смерти», надетой на него. Это испытание схоже с тем, которое проходила Аманда, однако, в отличие от неё, Майклу не удалось спастись.
Позже, когда детективы находят новое убежище Пилы, несколько офицеров полиции поднимаются по лестнице, ограждённой клеткой, и видят вверху приехавшего на велосипеде и смеющегося Билли. Ограда вокруг лестницы становится электризованной, после того как давление на одну из ступеней запускает ловушку.

#### «Пила 3»

Джон Крамер работает над созданием Билли

В третьем фильме можно увидеть, как в одном из флешбеков Джон раскрашивает лицо кукле, а также выясняется, что Билли был сконструирован непосредственно перед испытанием Аманды. Позже Билли используется, чтобы сообщить Трою и Керри об их ловушках. Кукла также присутствует на фоне во флешбеке, посвящённому обсуждению Джоном преданности Аманды.
Билли также использовался в целях напоминания о погибшем сыне Джеффу Денлону, будучи размещённым рядом с велосипедом в той же позе, в какой был сын Джеффа в момент смерти. Одновременно с этим кукла издавала смех.
После того, как Джефф перерезает горло Джону, в течение доли секунды можно заметить отражение Билли в экране кардиометра Джона.
До релиза «Пилы 3» было выпущено несколько видеороликов с участием Билли для рекламы фильма на таких сайтах как YouTube и MySpace.

#### «Пила 4»
В четвёртом фильме кукла появляется первый раз, когда Ригг просыпается в своей ванной и, открыв дверь, запускает видеосообщение, в котором Билли объясняет ему правила игры. В другой комнате квартиры Ригг обнаруживает телевизор с новым посланием относительно своего первого теста, а также женщину, сидящую в устройстве, которое может снять с неё скальп.
Позже агенты Страм и Перес находят Билли, сидящего на стуле и окружённого свечами, в одном из кабинетов заброшенного здания школы. Проигнорировав полученное ранее предупреждение, Перес наклоняется к Билли, чтобы разобрать шёпот в сообщении, и получает ранение осколками взорвавшейся головы куклы.
В одном из флешбеков Джон дарит Джилл куклу, сделанную им для их будущего ребёнка. Из интервью с Тобином Беллом выяснялось, что этот момент является началом основной сюжетной линии относительно происхождения Билли, а также его трёхколёсного велосипеда.
До релиза «Пилы 4» было выпущено несколько видеороликов с участием Билли для рекламы фильма на таких сайтах как YouTube и MySpace.

#### «Пила 5»
Билли появляется в пятом фильме во вступительной сцене, чтобы рассказать правила игры Сэта Бакстера. Позднее выясняется, что игра была организована Хоффманом с целью убийства Сэта. До сих пор неизвестно, как Хоффман узнал о наличии подобной куклы у Крамера. Согласно списку жертв Пилы, Сэт был вторым испытуемым после Сесила, который является самой первой жертвой. В его тесте кукла не использовалась.
Также Билли появляется в начале каждого группового испытания.
Первоначальная версия куклы присутствует во флешбеке, рассказывающем о знакомстве Крамера и Хоффмана.

#### «Пила 6»
В начале шестого фильма Билли появляется в видеопослании для Симоны и Эдди.
Кукла также присутствует в двух местах Уильяма Истона из четырёх (Сам Крамер обращается от своего имени к Уильяму во время его первого испытания). Позже Билли в образе висельника появляется лично перед Истоном во втором испытании. В четвёртом тесте Билли традиционно сообщает правила игры с экрана телевизора.
Также в фильме были показаны фрагменты видеопослания к Сету Бакстеру из «Пилы 5».

#### «Пила 3D»
Во фрагменте фильма, представленном на Comic-Con 2010, Билли «лично» даёт инструкции жертвам так называемой Shopping Mall trap.
Также он появляется на экране телевизора в начале игры Бобби Дагена и во время третьей ловушки, но не в телевизоре, а в клетке. Позже был уничтожен Марком Хоффманом.

#### «Пила 8»
Впервые кукла появляется в сцене, когда она едет, смеясь, на велосипеде в сторону жертв вместе с кассетой и запиской на груди с словом «сознайтесь». Позже появляется в телевизоре и даёт инструкцию Райану.

#### «Пила: Спираль»
В фильме «Пила: Спираль» её заменили на другую марионетку — Мистера Снагглза. Мистер Снагглз имеет вид антропоморфной свиньи и одет в полицейскую форму, чем символизирует типичную карикатуру продажного полицейского. Подобно Билли, умеет издавать звуки смеха, а также обладает механизмом, позволяющим ему говорить.

#### «Пила X»
Кукла Билли едет на своем трехколесном велосипеде в сторону Матео с хирургическими инструментами и с аудиокассетой. Позднее еще одна кукла Билли едет в сторону Габриэлы с подвешенной аудиокассетой на шее.

### Другие фильмы

#### «Мёртвая тишина»
В фильме ужасов 2007 года «Мёртвая тишина», снятом создателями франчайза «Пила» Ли Уоннеллом и Джеймсом Ваном, одну из кукол, которая присутствует на постере и одета так же, как и кукла Джона Крамера, зовут Билли. Её также можно заметить на полу комнаты со 101 куклой в одной из сцен фильма (1:13:54). На мировой премьере Уоннелл заявил, что собирается помещать Билли в каждый фильм, над которым он работает, однако присутствие куклы может быть неочевидным.

#### «Смертный приговор»
Граффити на стене с изображением лица Билли можно увидеть в фильме Джеймса Вана «Смертный приговор».

#### «Астрал»
Изображение лица Билли также можно увидеть на школьной доске в фильме Джеймса Вана «Астрал».

#### «Очень страшное кино 4»
Кукла Билли была в этом фильме главным антагонистом.

## Появления в других медиа

Билли в Saw: The Video Game

### Saw: Rebirth
Билли можно заметить в самом начале комикса, рассказывающего о превращении Джона Крамера в Пилу. Кукла представлена, как одно из творений Джона на фабрике игрушек, где он работал, однако данная предыстория отличается от той, что была показана в четвёртом фильме серии.

### Saw: The Video Game
В игре Saw: The Video Game Билли используется для сообщения игроку текущих целей и подсказок. Его образ также был задействован для маркетинга игры.

### Saw II: Flesh & Blood
Билли появляется в продолжении Saw: The Video Game, вновь озвученный Тобином Беллом. Как и в первой игре его роль сводится к раздаче советов и подсказок игроку. Помимо этого на протяжении всей игры можно собирать спрятанные маленькие копии куклы.

### SAW — The Ride
Билли присутствует в тематическом аттракционе SAW — The Ride английского парка развлечений Thorpe Park.

### Dead by Daylight
Билли был добавлен в игру в загружаемом дополнении The Saw. Он сидит на коробке с ключами от обратных капканов и издаёт свой классический смех, если игрок не найдёт нужный ключ.

### Call of Duty: Modern Warfare 2019
В Call of Duty: Modern Warfare 2019 в рамках события «Призраки Верданска» был добавлен набор, включающий себя скин на оперативника Морте в виде куклы Билли.

## Отсылки в популярной культуре
- В эпизоде Koi Pond сериала «Офис», Дуайт Шрут одевается на Хеллоуин в костюм Билли.
- Также в подобный костюм был одет рестлер Мэтт Харди в одном из эпизодов The Hardy Show.
- Вследствие популярности серии «Пила» была выпущена линия копий кукол Билли — преимущественно для продажи через оригинальные сувенирные магазины. Фигурки сохранили основные внешние черты куклы и были выполнены с большим вниманием к деталям. Также были выпущены маски Билли для Хеллоуина.
- В 37-м эпизоде комедийного аниме «Гинтама» Гинтоки и Санта маркером подрисовывают спящей под котацу Кагуре характерные спирали на щёках и линии подвижной челюсти под уголками губ.